# Spinotrella pulcherrima
Spinotrella pulcherrima är en insektsart som beskrevs av Andrej Vasiljevitj Gorochov 2004. Spinotrella pulcherrima ingår i släktet Spinotrella och familjen syrsor. Inga underarter finns listade i Catalogue of Life.